# Костино (Рузский городской округ)
Ко́стино — деревня в Рузском районе Московской области, входящая в состав сельского поселения Старорузское.
До 2006 года Костино входило в состав Комлевского сельского округа.
Население — 106 жителей на 2006 год.

## География
Деревня расположена в центральной части района, на левом берегу Москва-реки, примерно в 8 км к югу от Рузы, высота центра деревни над уровнем моря 187 м. Ближайшие населённые пункты — Полуэктово и Товарково — на противоположном берегу реки.
В деревне числятся 2 улицы.

## Достопримечательности
В Костино действует церковь Захарии и Елисаветы (другое название — Церковь Воздвижения Честного Креста Господня в Костино) 1853 года постройки.